# 올리비아 메릴라흐티
올리비아 메릴라흐티(Olivia Merilahti, 1982년 2월 25일 ~ )는 핀란드, 프랑스의 싱어송라이터이며, 음악 듀오 The Dø의 멤버이다.